# Vivien de Sébaste
Vivien de Sébaste est l'un des Quarante martyrs de Sébaste (aujourd'hui Sivas en Turquie) qui ont souffert sous Licinius en 320.
C'est un saint chrétien fêté le 9 mars en Orient et le 10 mars en Occident.

## Histoire et tradition
Selon Basile de Césarée, Vivien fait partie des quarante soldats de la Legio XII Fulminata, stationnée à Mélitène arrêtés pour leur foi chrétienne qui ayant refusé d'abjurer ont été condamnés par le préfet à être, une nuit d'hiver, exposés nus sur un étang gelé près de Sébaste. Le seul des confesseurs qui ne put le supporter est Meletius qui se réfugia dans les bains chauds et mourut sur le coup du brusque changement de température.